# Por Toda Minha Vida – Mamonas Assassinas
Por Toda Minha Vida - Mamonas Assassinas foi um episódio do programa Por Toda Minha Vida, da TV Globo, exibido em 10 de julho de 2008. Em 7 de dezembro de 2009, esse especial foi lançado em DVD com o selo EMI.
O episódio recebeu uma indicação ao Emmy Awards, sendo a terceira indicação do Por Toda Minha Vida para este prêmio.

## Sinopse
| “ | Para os Mamonas Assassinas, 1995 tinha sido um ano inacreditável. De meninos simples e anônimos, eles se transformaram em estrelas da música pop. O especial "Por Toda Minha Vida" conta a trajetória dos 5 rapazes que divertiram o país com hits como "Robocop Gay", "Pelados em Santos" e "Vira-Vira". Com direção de núcleo de Ricardo Waddington, e apresentação de Fernanda Lima, este documentário traz imagens de arquivo, dramatização e depoimentos de amigos, familiares e profissionais que acompanharam de perto a carreira dos músicos. | ” |

## Elenco
| Pessoa                    | Papel                              |
| ------------------------- | ---------------------------------- |
| Fernanda Lima             | Apresentadora                      |
| Fabrízio Teixeira         | Dinho                              |
| Flávio Pardal             | Júlio Rasec                        |
| Anderson Lau              | Bento Hinoto                       |
| Douglas Rosa              | Samuel Reoli                       |
| Rômulo Estrela            | Sérgio Reoli                       |
| Fernanda de Freitas       | Valéria Zopello                    |
| Diogo Novaes              | Rafael Ramos                       |
| Antônio Fragoso           | João Augusto                       |
| Graziella Schimitt        | Mina                               |
| Humberto Carrão           | Amigo de Rafael                    |
| Tuini Bitencourt          | Sueli Reis de Oliveira             |
| Lolita Nagano             | Dona Toshiko Hinoto                |
| Leonardo Oda              | Maurício Hinoto                    |
| Rose Germano              | Nena dos Reis de Oliveira          |
| Aury Porto                | Nelson Lima                        |
| Cláudia Tisato            | Célia                              |
| Alan Medina               | Rick Bonadio                       |
| Ivo Müller                | Joni Anglister                     |
| Alex Gomes                | David Soares                       |
| Vanessa Monteiro          | Namorada de David                  |
| Elder Gatelly             | Sérgio Saturnino Porto             |
| Robert Guimarães          | Baiano                             |
| Alcemar Vieira            | Diretor do clipe Pelados em Santos |
| Raul Labancca             | Administrador do Thomeozão         |
| Paulo Ascenção            | Hildebrando Leite                  |
| Luiz Eduardo Machado      | Jorge Luiz Martins                 |
| Fábio Florentino          | Alberto Takeda                     |
| Gabriel Azevedo           | Rosemberg de Souza Nascimento      |
| Cleide Almeida            | Ela mesma                          |
| Joni Anglister            | Ele mesmo                          |
| Mamonas Assassinas        | Eles mesmos (imagem de arquivo)    |
| João Augusto              | Ele mesmo                          |
| Ana Paula Barbosa         | Ele mesmo                          |
| Juliano Barbosa           | Ele mesmo                          |
| Fátima Bernardes          | Ela mesma (imagem de arquivo)      |
| Rick Bonadio              | Ele mesmo                          |
| Eduardo Bueno             | Ele mesmo                          |
| Dinho                     | Ele mesmo (imagem de arquivo)      |
| Nena dos Reis de Oliveira | Ela mesma (imagem de arquivo)      |
| Samy Elia                 | Ele mesmo                          |
| Celso Freitas             | Ele mesmo (imagem de arquivo)      |
| Bento Hinoto              | Ele mesmo (imagem de arquivo)      |
| Chikara Hinoto            | Ele mesmo                          |
| Grace Kellen              | Ela mesma                          |
| Nelson Lima               | Ele mesmo                          |
| Rafael Ramos              | Ele mesmo                          |
| Júlio Rasec               | Ele mesmo (imagem de arquivo)      |
| Ito Reis de Oliveira      | Ele mesmo                          |
| Sueli Reis de Oliveira    | Ela mesma                          |
| Samuel Reoli              | Ele mesmo (imagem de arquivo)      |
| Sérgio Reoli              | Ele mesmo (imagem de arquivo)      |
| Faustão                   | Ele mesmo                          |
| Banda Utopia              | Eles mesmos (imagem de arquivo)    |
| Xuxa                      | Ela mesma (imagem de arquivo)      |
| Valéria Zopello           | Ela mesma                          |

## Prêmios e Indicações
| Ano  | Prêmio      | Categoria             | Resultado | Ref. |
| ---- | ----------- | --------------------- | --------- | ---- |
| 2009 | Emmy Awards | Programa de Televisão | Indicado  |      |